# Pitcairnia funkiae
Pitcairnia funkiae là một loài thực vật có hoa trong họ Bromeliaceae. Loài này được M.A.Spencer & L.B.Sm. miêu tả khoa học đầu tiên năm 1991.